# Caraca, Muleke!
"Caraca, Muleke!" é uma canção do cantor Thiaguinho. Foi lançada em 27 de fevereiro de 2014 no iTunes. Foi escrita por Thiaguinho, Gabriel Barriga e produzida pelo primeiro e por Rodriguinho. Conseguiu a quinta posição na parada musical Brasil Hot 100 Airplay, publicada pela revista Billboard Brasil.

## Desempenho nas tabelas musicais
| Tabela musical (2014)                       | Melhor posição |
| ------------------------------------------- | -------------- |
| Brasil - (Billboard Brasil Hot 100 Airplay) | 5              |

## Prêmios e indicações
| Ano  | Prêmio            | Categoria             | Resultado |
| ---- | ----------------- | --------------------- | --------- |
| 2014 | Prêmio Multishow  | Música Chiclete       | Venceu    |
| 2014 | Capricho Awards   | Melhor Clipe Nacional | Indicado  |
| 2014 | Caldeirão de Ouro | As 10+ do Ano         | 6º Lugar  |